# Chant lyrique
Pour un article plus général, voir Voix (musique classique).
Le chant lyrique est une technique de chant largement employée dans la musique classique et en particulier dans les œuvres de l'art lyrique (opéra, lieder, cantates, etc.).

## Description
Historiquement, le terme « lyrique » renvoie à la musique de la lyre qui servait à accompagner le chant poétique de l'Antiquité et à la figure d’Orphée. Par extension, dans le sens moderne, le terme est utilisé pour désigner ce qui a rapport à l’opéra (ex : drame lyrique, chant lyrique, etc.). Le chant lyrique est un exercice difficile qui demande un entretien de la voix et de la forme physique de la part des chanteurs.
Il existe plusieurs déclinaisons, ou techniques, de chant lyrique en fonction du rôle joué ainsi que du langage musical imaginé par le compositeur : du bel canto, qui se base sur la recherche du timbre et la virtuosité mélodique du chanteur jusqu'au Sprechgesang, technique de chant à mi-chemin entre parlé et chanté.
Le chant lyrique a aussi fait des incursions dans la musique populaire. Des chanteurs comme Montserrat Caballé ou Luciano Pavarotti ont parfois collaboré avec des chanteurs de variété. Depuis la fin des années 1990 des groupes de metal symphonique font fréquemment appel à des chanteuses (voire des chanteurs et même des chœurs) ayant une formation de chant lyrique pour assurer certaines parties vocales. Tarja Turunen, ancienne chanteuse du groupe Nightwish, en est un exemple représentatif.

## Reconnaissance
« La pratique du chant lyrique en Italie » est inscrite sur la liste représentative du patrimoine culturel immatériel de l'humanité par l'UNESCO en décembre 2023.